# 李大红 (荆门)
李大红（1952年9月27日—2021年1月9日），湖北荆门人，中国企业家，中共党员，第十届全国人大代表，金龙泉啤酒董事长，湖北省第八届、第九届、第十一届人大代表。
李大红最初以乡镇邮递员身份参加工作，后调任为荆门县轻工业局干部，1982年由荆门县工业交通办公室调任至当地竹皮河畔的一家啤酒厂厂长，更名为金龙泉啤酒并将其经营成中国驰名商标。2004年，与以色列AVGOL公司合资，成立金龙王非织造布公司。2004年12月9日，中国首个年产万吨高档无纺布生产线在金龙王投产。2013年，于荆门市漳河新区京河村创办了华南地区首个欧洲大樱桃种植基地——祁瑞樱桃园。2020年11月10日，在博鳌超级医院手术后脑死亡。2021年1月9日于中国人民解放军总医院海南医院去世，享年69岁。